# Chris Anderson (Journalist)

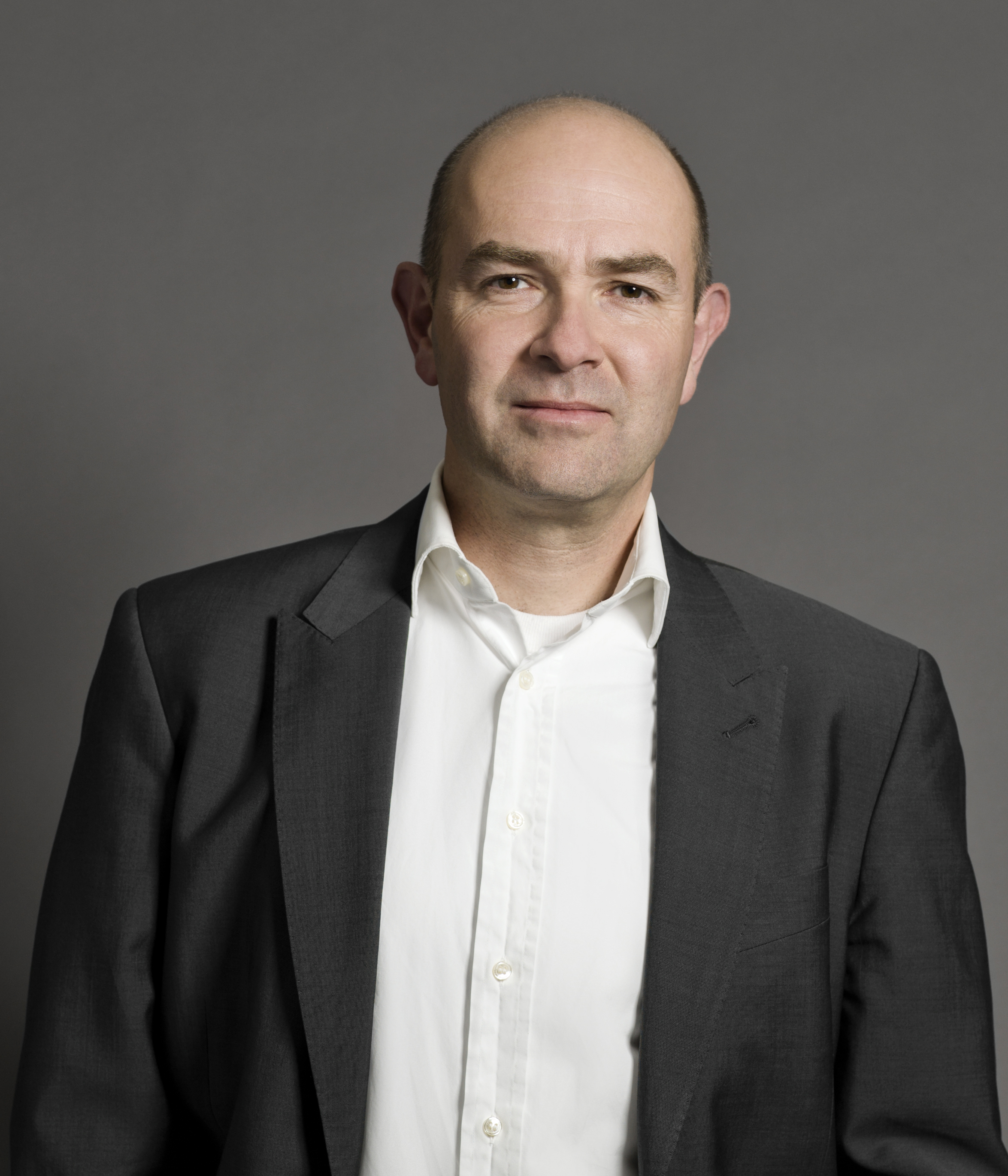
Chris Anderson (2011)

Chris Anderson (* 1961 in London) ist ein US-amerikanischer Journalist und CEO von 3DRobotics sowie Gründer von DIY Drones. Von 2001 bis 2012 war er Chefredakteur der Zeitschrift Wired. Vorher war er sieben Jahre bei dem britischen Wirtschaftsblatt The Economist, sowie bei Nature und Science beschäftigt. Er besitzt einen Bachelor of Science in Physik von der George Washington University.

## Ideen
Anderson sorgte mit seiner Long-Tail-Theorie, die er im Jahre 2004 in einem Artikel für Wired erstmals vorstellte, für Aufsehen in und außerhalb der Computer- und Medienbranche. In einem gleichnamigen Buch aus dem Jahre 2006 (The Long Tail. Why the Future of Business Is Selling Less of More.) erläuterte er sie näher. Es geht dabei um das Phänomen, dass neben den sogenannten Blockbustern z. B. im Musikgeschäft heutzutage beträchtliche Kaufkraft auch in Nischenmärkte mit weniger bekannten Künstlern entfalle und so der Anteil der Hits relativ gesehen abnehme, dies werde möglich gemacht durch moderne Produktionstechniken wie z. B. Musiksoftware zum Selberaufnehmen von Musiktiteln, das Internet als Distributionsmedium sowie Foren wie MySpace oder auch Amazon, in denen weniger die Werbebotschaften der Produzenten als vielmehr die Beurteilungen durch sogenannte Peers über den Erfolg eines Musikstücks oder eines Künstlers entschieden. Anderson ist auch einer der Vordenker des Web-2.0-Journalismus. Im Interview mit Focus Online sagte er im Jahr 2010: „Ich denke gar nicht mehr in solchen Kategorien wie ‚Journalismus‘. Mir geht es um etwas anderes: Es ist offensichtlich, dass das Internet Verbreitungskanäle für jedermann geöffnet hat. Heutzutage hat eine überwältigende Mehrheit all jener Nutzer, die schreiben, Videos und Hörstücke produzieren – also alle denkbaren Arten von Inhalten produzieren, die vorher den traditionellen Medien vorbehalten waren –, nichts mehr mit berufsmäßigem Journalismus zu schaffen. Diese Nutzer stehen direkt mit qualifizierten Journalisten im Wettbewerb.“

## Plagiatsvorwurf 2009
Bei der Vorstellung seines Buches Free im Juni 2009 warf ein Rezensent Anderson vor, weite Strecken seines Buches unter anderem aus der Wikipedia übernommen zu haben. Anderson gab zu, dies getan zu haben; eine ordentliche Herkunftsangabe sei bedauerlicherweise teilweise unterblieben, da er im Gespräch mit dem Verlag keine geeignete Zitierweise gefunden habe. In seinem Blog übernahm er die Verantwortung für diese Fehler und merkte an, dass diese in der digitalen Ausgabe von Free korrigiert worden seien. Die Quellennachweise wurden später in seinem Blog nachgereicht.

## Schriften
- The Long Tail – der lange Schwanz. Nischenprodukte statt Massenmarkt – Das Geschäft der Zukunft. Aus dem Amerikanischen von Michael Bayer und Heike Schlatterer. Hanser, München 2007, ISBN 978-3-446-40990-3.
- Free – Kostenlos: Geschäftsmodelle für die Herausforderungen des Internets. Campus, Frankfurt am Main 2009, ISBN 978-3-593-39088-8.
- Makers: Das Internet der Dinge: Die nächste industrielle Revolution. Hanser, München 2013, ISBN 978-3-446-43482-0.